# NGC 1328
NGC 1328 este o galaxie lenticulară situată în constelația Eridanul. A fost descoperită în 1886 de către Francis Leavenworth. Se află la o distanță de 81,24 de megaparseci de Pământ.